# Lillsjön (Vånga socken, Östergötland)
Lillsjön är en sjö i Norrköpings kommun i Östergötland och ingår i Motala ströms huvudavrinningsområde.